# Eczemotes granulosa
Eczemotes granulosa là một loài bọ cánh cứng trong họ Cerambycidae.